# Plexus lymphatique
Un plexus lymphatique est un plexus vasculaire constitué exclusivement de vaisseaux lymphatiques.
On retrouve des plexus lymphatiques dans la glande mammaire et dans la paroi intestinale.